# Indian Skimmer
Indian Skimmer (1984–2002) est une jument de course pur-sang anglais. 

## Carrière de courses
Après des débuts modestes en fin d'année de 2 ans, Indian Skimmer commence véritablement sa carrière en avril 1987 par un succès retentissant à Wolverhampton, en prélude à deux victoires non moins impressionnantes dans une Listed à Newmarket puis dans un groupe 3, les Musidora Stakes : en un mois, la protégée de Henry Cecil s'est imposée comme l'une, sinon la favorite des classiques. Plutôt que d'opter pour les Oaks, on la retrouve en France au départ du Prix Saint-Alary à Longchamp, où elle mate aisément l'opposition. La voilà prête à affronter dans le Prix de Diane celle dont tout le monde parle : la championne française Miesque, qui vient de dominer les Anglaises dans les 1000 Guinées, et qui s'aventure au-delà de sa distance de prédilection, le mile. C'est la distance qui aura raison de Miesque, qui laisse Indian Skimmer s'envoler et remporter le classique cantilien de 4 longueurs. Mais tandis que Miesque poursuit sa saison et sa moisson de groupe 1 sur le mile, Indian Skimmer voit sa saison, vierge de toute défaite, avortée.  
De retour à 4 ans, la jument de Cheikh Mohammed surprend son monde en s'inclinant dans les Brigadier Gerard Stakes, puis les Eclipse Stakes, puis les International Stakes où, arrivée deuxième, elle gagne un rand après la rétrogradation de Persian Heights de la première à la troisième place. On pourrait croire alors que le passage de 3 à 4 ans lui a été fatal. Ou alors qu'elle avait besoin de faire un break avec son partenaire habituel, l'Américain Steve Cauthen, car désormais confiée au Sud-Africain Michael Roberts, Indian Skimmer retrouve de l'allant dans la deuxième partie de saison, et le chemin du succès. Elle remporte les Phoenix Champion Stakes devant Shady Heights et la grande Triptych, puis les Sun Chariot Stakes et, en apothéose de cette saison contrastée, dans les Champion Stakes, à la manière des forts, par 4 longueurs, comme à ses plus beaux jours. En fin d'année, elle tente l'aventure américaine à Churchill Downs et prend la troisième place de la Breeders' Cup Turf.  
L'association Steve Cauthen / Indian Skimmer est reformée en 1989, alors que la jument entame un dernier tour de piste, ponctué par deux succès dans les Gordon Richards Stakes (où elle domine notamment Carroll House, futur vainqueur du Prix de l'Arc de Triomphe) et le Prix d'Ispahan, et d'une troisième place derrière le crack Nashwan et l'outsider Opening Verse dans les Eclipse Stakes. Sur la touche par la suite, elle ne reparaît plus en piste et prend la direction du haras, nantie d'un superbe rating Timeform de 133. 

### Résumé de carrière
| Date        | Hippodrome      | Pays        | Course                  | Statut      | Distance    | Jockey          | Place       | Écart       | Vainqueur ou deuxième |
| 1986, 2 ans | 1986, 2 ans     | 1986, 2 ans | 1986, 2 ans             | 1986, 2 ans | 1986, 2 ans | 1986, 2 ans     | 1986, 2 ans | 1986, 2 ans | 1986, 2 ans           |
| ----------- | --------------- | ----------- | ----------------------- | ----------- | ----------- | --------------- | ----------- | ----------- | --------------------- |
| 3 octobre   | Newmarket       | Royaume-Uni | Maiden S                |             | 1 400 m     | -               | 4e          | -           | -                     |
| 1987, 3 ans |                 |             |                         |             |             |                 |             |             |                       |
| 13 avril    | Wolverhampton   | Royaume-Uni | Blue Bell Stakes        |             | 1 800 m     | -               | 1er / 16    | 10          | Gentle Persuasion     |
| 30 avril    | Newmarket       | Royaume-Uni | Pretty Polly Stakes     | Listed      | 2 000 m     | -               | 1er / 15    | 4           | Percy's Lass          |
| 12 mai      | York            | Royaume-Uni | Musidora Stakes         | Gr. 3       | 2 100 m     | Steve Cauthen   | 1er / 3     | 4           | Bourbon Girl          |
| 24 mai      | Longchamp       | France      | Prix Saint-Alary        | Gr. 1       | 2 000 m     | Steve Cauthen   | 1er / 9     | 2 ½         | Prepaid               |
| 14 juin     | Chantilly       | France      | Prix de Diane           | Gr. 1       | 2 100 m     | Steve Cauthen   | 1er / 11    | 4           | Miesque               |
| 1988, 4 ans |                 |             |                         |             |             |                 |             |             |                       |
| 31 mai      | Sandown         | Royaume-Uni | Brigadier Gerard Stakes | Gr. 3       | 2 000 m     | Steve Cauthen   | 3e / 7      | 1 ¼         | Highland Chieftain    |
| 2 juillet   | Sandown         | Royaume-Uni | Eclipse Stakes          | Gr. 1       | 2 000 m     | Steve Cauthen   | 4e / 8      | 3 ½         | Mtoto                 |
| 16 août     | York            | Royaume-Uni | International Stakes    | Gr. 1       | 2 080 m     | Steve Cauthen   | 2e / 6      | (1 ½)       | (Shady Heights)       |
| 4 septembre | Phoenix Park    | Irlande     | Phoenix Champion Stakes | Gr. 1       | 2 000 m     | Michael Roberts | 1er / 9     | 3/4         | Shady Heights         |
| 1er octobre | Newmarket       | Royaume-Uni | Sun Chariot Stakes      | Gr. 2       | 2 000 m     | Michael Roberts | 1er / 6     | 2           | Infamy                |
| 15 octobre  | Newmarket       | Royaume-Uni | Champion Stakes         | Gr. 1       | 2 000 m     | Michael Roberts | 1er / 5     | 4           | Persian Heights       |
| 5 novembre  | Churchill Downs | États-Unis  | Breeders' Cup Turf      | Gr. 1       | 2 400 m     | Michael Roberts | 3e / 10     | 1 ¼         | Great Communicator    |
| 1989, 5 ans |                 |             |                         |             |             |                 |             |             |                       |
| 29 avril    | Sandown         | Royaume-Uni | Gordon Richards Stakes  | Gr. 3       | 2 000 m     | Steve Cauthen   | 1er / 9     | tête        | Per Quod              |
| 28 mai      | Longchamp       | France      | Prix d'Ispahan          | Gr. 1       | 1 850 m     | Steve Cauthen   | 1er / 6     | 1/2         | Gabina                |
| 8 juillet   | Sandown         | Royaume-Uni | Eclipse Stakes          | Gr. 1       | 2 000 m     | Steve Cauthen   | 3e / 6      | 5           | Nashwan               |

## Au haras
Indian Skimmer ne connut pas la même réussite au haras que sur la piste : des six poulains et pouliches auxquels elle donna la vie, un seul d'entre eux a paru en piste, s'en s'y faire un nom. Toutefois, son fils Manshood, issu de son union avec Mr. Prospector, s'il resta inédit, fut considéré digne d'entrer au haras et prit ses quartiers au Zimbabwe puis en Afrique du Sud. Il est l'auteur de la championne sud-africaine Ipi Tombe, lauréate notamment du Durban July et du Dubaï Duty Free.

## Origines
Indian Skimmer est la meilleure fille de Storm Bird, qui fut un phénomène à 2 ans avant de bien réussir au haras, donnant notamment l'étalon star Storm Cat.
Nobiliare, la mère, élevée par Nelson Bunker Hunt et acquise par Cheikh Mohammed, ne courut pas mais donna également Lordship (par Tentam), modeste vainqueur qui trouva sa place au haras au Chili, et Silabteni (par Nureyev), mère de Touch of the Blues (par Cadeaux Genereux), vainqueur du Critérium de Maisons-Laffitte et du Atto Mile Stakes, un groupe 1 canadien, deuxième du Breeders' Cup Mile et placé de plusieurs groupe 1 outre-Atlantique. Nobiliare est une propre sœur de Mountain Sunshine, mère de Country Pine (par His Majesty), notamment deuxième des Wood Memorial Stakes, et une sœur de First Mirage (par Riva Ridge), qui donna Missy's Mirage (par Stop the Music) et Classy Mirage (par Storm Bird), toutes deux lauréates au niveau groupe 1. 

### Pedigree
| Origines de Indian Skimmer (USA), jument rouanne née en 1984 | Origines de Indian Skimmer (USA), jument rouanne née en 1984 | Origines de Indian Skimmer (USA), jument rouanne née en 1984 | Origines de Indian Skimmer (USA), jument rouanne née en 1984 |
| ------------------------------------------------------------ | ------------------------------------------------------------ | ------------------------------------------------------------ | ------------------------------------------------------------ |
| Père Storm Bird                                              | Northern Dancer                                              | Nearctic                                                     | Nearco                                                       |
| Père Storm Bird                                              | Northern Dancer                                              | Nearctic                                                     | Lady Angela                                                  |
| Père Storm Bird                                              | Northern Dancer                                              | Natalma                                                      | Native Dancer                                                |
| Père Storm Bird                                              | Northern Dancer                                              | Natalma                                                      | Almahmoud                                                    |
| Père Storm Bird                                              | South Ocean                                                  | New Providence                                               | Bull Page                                                    |
| Père Storm Bird                                              | South Ocean                                                  | New Providence                                               | Fair Colleen                                                 |
| Père Storm Bird                                              | South Ocean                                                  | Shining Sun                                                  | Chop Chop                                                    |
| Père Storm Bird                                              | South Ocean                                                  | Shining Sun                                                  | Solar Display                                                |
| Mère Nobiliare                                               | Vaguely Noble                                                | Vienna                                                       | Aureole                                                      |
| Mère Nobiliare                                               | Vaguely Noble                                                | Vienna                                                       | Turkish Blood                                                |
| Mère Nobiliare                                               | Vaguely Noble                                                | Noble Lassie                                                 | Nearco                                                       |
| Mère Nobiliare                                               | Vaguely Noble                                                | Noble Lassie                                                 | Belle Sauvage                                                |
| Mère Nobiliare                                               | Gray Mirage                                                  | Bold Bidder                                                  | Bold Ruler                                                   |
| Mère Nobiliare                                               | Gray Mirage                                                  | Bold Bidder                                                  | High Bid                                                     |
| Mère Nobiliare                                               | Gray Mirage                                                  | Home by Dark                                                 | Hill Prince                                                  |
| Mère Nobiliare                                               | Gray Mirage                                                  | Home by Dark                                                 | Sunday Evening (famille 9-b)                                 |